# بخش کستلان
بخش کستلان (به فرانسوی: Arrondissement de Castellane) یک بخش در فرانسه است که در آلپ-دو-اوت-پرووانس واقع شده‌است.